# Поцелуево (Псковская область)
Поцелуево — деревня в Дновском районе Псковской области России. Входит в состав Выскодской волости Дновского района.
Расположена на северо-востоке района, на реке Полонка, в 23 км к востоку от районного центра, города Дно и в 7 км к юго-западу от волостного центра, деревни Морино.

## Население
| 2001 | 2002 | 2010 |
| ---- | ---- | ---- |
| 30   | ↘26  | ↘12  |

Численность населения деревни составляла на 2000 год — 30 человек, на 2010 год — 17 человек.

## История
До 2015 года входила в состав Моринской волости.